# Hypocalymma melaleucoides
Hypocalymma melaleucoides är en myrtenväxtart som beskrevs av George Gardner, P.Arne K. Strid och Gregory John Keighery. Hypocalymma melaleucoides ingår i släktet Hypocalymma och familjen myrtenväxter. Inga underarter finns listade i Catalogue of Life.